# Böttingersches Landhaus
Das Böttingersches Landhaus, ursprünglich Böttinger Hof in Stegaurach, auch Böttinger Schlösschen genannt, wurde von Johann Ignaz Michael Tobias Böttinger in Auftrag gegeben und zwischen 1693 und 1725 erbaut. Der Baumeister war Johann Dientzenhofer, die ausführenden Handwerker sind unbekannt.

## Beschreibung
An der Rückseite des Hauses befindet sich ein Garten mit zwei Terrassen, zwei Treppen und einem Brunnen. Der Garten sollte ursprünglich als Erholungsort dienen, wurde aber nie angelegt, da der Bauherr in finanzielle Notlage geriet. An der Vorderseite befand sich ein Gehöft mit seitlichen Stallungen für Pferde und Vieh in einer Länge von rund 55 Metern. Dieses fiel einem Feuer zum Opfer, an seiner Stelle befinden sich heute die Gemeindeverwaltung Stegaurach, das Pfarrheim Luigi Padovese und zwei Wohnhäuser. Das Gebäude bestand ursprünglich aus elf Räumen mit einer Gesamtwohnfläche von 240 m². Vier dieser Räume haben aufwändige Stuckdecken mit Motiven überwiegend aus Landwirtschaft und Natur.